# Wolność pozytywna
Wolność pozytywna – tzw. wolność do... (zgromadzeń, wpływu na władze, wyborów, reprezentacji). Jedna z odmian wolności, jakie wydzielił Isaiah Berlin w swoim eseju pt. Dwie koncepcje wolności (1958).
Jej przeciwieństwem miała być tzw. wolność negatywna – tzw. wolność od... (przymusu ze strony władz, obciążeń podatkowych, ingerencji władz w życie prywatne), na której bazuje konserwatywny liberalizm (główni ideolodzy: Alexis de Tocqueville, Herbert Spencer).